# Syngonopodium aceris
Syngonopodium aceris är en mångfotingart som beskrevs av Karl Wilhelm Verhoeff 1913. Syngonopodium aceris ingår i släktet Syngonopodium och familjen Attemsiidae. Inga underarter finns listade i Catalogue of Life.